# Raluy, una noche en el circo
Raluy, una noche en el circo es una película rodada en Madrid y San Sebastián de los Reyes. Tuvo financiación de Televisión Española

## Argumento
Clara, una singular niña de diez años, con sus gafotas, termina por aburrirse de un entorno familiar en el que no se hace otra cosa que ver la televisión y decide marcharse de casa. Así llega hasta el último circo, entrando en un sorprendente mundo de fantasía y curiosos personajes que hablan con los animales. Sin embargo, el malvado Renco Roso, un magnate de la televisión que se hace pasar por artista, y al que le entra diarrea cuando ve niños, quiere acabar con el circo por ser el último reducto de imaginación de los niños. Para ello contará con la ayuda de una enorme araña que convertirá el antes feliz circo en una férrea dictadura. Clara tendrá que sobreponerse a todas las dificultades para desenmascarar al perverso Roso.